# Transpetrol
Die Transpetrol GmbH war bis 27. Mai 2015 eine international tätige Schienenspedition mit Sitz in Hamburg, die mehrheitlich zur VTG AG gehörte. Seit diesem Datum ist die Gesellschaft aufgelöst und der Name Transpetrol wird lediglich als Marke für das Geschäftsfeld Flüssiggüter der VTG Rail Logistics Deutschland GmbH benutzt.

## Geschichte
Transpetrol wurde 1987 in Hamburg gegründet. Im Jahr 1992 übernahm die VTG AG 51 Prozent der Anteile von der Deutschen BP AG; die Kühne & Nagel Beteiligungs AG hielt damals 20 Prozent, weitere 29 Prozent verblieben bei der BP. Dieser BP-Anteil ging 1998 an die damalige DB Cargo AG, die ihn 2002 an die VTG verkaufte. Nachdem die österreichische Tochtergesellschaft Transpetrol Austria GmbH bereits zum 1. Oktober 2014 in die VTG Rail Logistics Austria GmbH umgewandelt wurde, beschloss die Gesellschaft am 20. Mai 2015 die Transpetrol GmbH mit der VTG Rail Logistics Deutschland GmbH zu verschmelzen.

## Tätigkeiten
Die Transpetrol-Gruppe bot mit ihren europaweiten Niederlassungen (Tochterunternehmen in Polen, Österreich und Italien) Schienenlogistikkonzepte hauptsächlich für den Chemie- und Mineralöltransport an.
Ein Großteil dieser Transportdienstleistungen wurde mit Kesselwagen durchgeführt. Die Transpetrol besaß dafür mehr als 2000 eigene Kesselwagen. Außerdem gab es die Möglichkeit die Transporte über Wagen, die durch den Kunden gestellt wurden, abzuwickeln. Des Weiteren arbeitete die Transpetrol mit Waggonvermietgesellschaften zusammen.

## Beteiligungsstruktur
Die Eigentümer der Transpetrol waren die VTG Rail Logistics GmbH (74,9 Prozent) und die Kühne & Nagel Beteiligungs AG (25,1 Prozent).
Die Transpetrol GmbH war an folgenden Unternehmen beteiligt:
| Unternehmen                     | Anteil |
| ------------------------------- | ------ |
| Transpetrol Katowice Sp.z o.o   | 100 %  |
| Transpetrol Austria GmbH, Wien  | 100 %  |
| Bräunert Eisenbahnverkehre GmbH | 100 %  |
| Mitteldeutsche Eisenbahn GmbH   | 20 %   |